# Félix Jourdan de la Passardière
Pour les articles homonymes, voir Jourdan, Passardière et Famille Jourdan de la Passardière.
Félix Jules Xavier Jourdan de La Passardière, né à Granville, département de la Manche le 21 mars 1841, mort dans cette même ville le 12 mars 1913, est un évêque titulaire de Rhosus (de), évêque auxiliaire de Lyon, puis évêque coadjuteur de Tunis, évêque auxiliaire de Rouen et évêque auxiliaire de Paris.
Sous le pontificat de Léon XIII, il a joué un rôle important dans les relations entre Rome et la Russie tsariste, entre Rome et les églises d'Orient, mais aussi en Afrique et au sein de l’épiscopat français à un moment crucial de l’histoire de l’Eglise catholique française, entre le XIXe siècle et XXe siècle, avec l’acceptation progressive de la République par la communauté catholique, la séparation de l’Église et de l’État, la fin du  régime concordataire et l’émergence d’un mouvement démocrate-chrétien.

## Biographie
Félix Jourdan de La Passardière est né à Granville en 1841, fils de Félix Jourdan de la Passardière, capitaine de frégate, et d’Elisabeth Marie Ponée et entre au séminaire de Saint-Sulpice à Paris en 1859. Il est ordonné prêtre en 1865. Il choisit d'intégrer la Congrégation de l'Oratoire. En 1871, il devient supérieur de la maison oratorienne de Draguignan, diocèse de Fréjus, dans le Var. Il entame des missions de prédication dans de nombreux pays d'Europe. Il reste supérieur en titre à Draguignan jusqu’à l’expulsion des religieux en 1880. Il fonde cette même année les Oratoriennes de saint Philippe Néri et devient jusqu'en 1880) procureur de l'Oratoire romain de 1880 à 1882. Il passe ensuite à Grenoble où son ami, Mgr Fava, évêque du lieu, l'appelle comme vicaire général honoraire. Il le propose peu après comme évêque, mais la direction des Cultes, consultée comme le veut le régime concordataire français en vigueur, s'y oppose, le jugeant ultramontain, légitimiste et anti-maçonnique ardent.
Entretemps, le gouvernement de l’Église a changé. Léon XIII a succédé à Pie IX le 20 février 1878. Le 14 septembre 1884, il décide de nommer Félix Jourdan de La Passardière évêque de Rhosus (de). Il est sacré évêque le 12 octobre 1884 au monastère de la Grande-Chartreuse par Mgr Fava. Il devient également délégué de Rome pour les affaires intéressant la Russie et la Pologne. Le diocèse de Rhosus est un ancien diocèse en Asie Mineure, et son évêque n’a pas de juridiction territoriale : il est évêque in partibus infidelium. Ce titre lui est accordé car les fonctions qui lui sont confiées par le pape, dans les relations diplomatiques avec les États et communautés chrétiennes en Russie et Pologne  nécessitent  qu’il soit consacré évêque. Sa nomination par le Pape comme évêque de Rhosus fait réagir dans un premier temps la direction des Cultes, direction qui interprète le concordat en considérant que même une nomination en Asie Mineure aurait dû être négociée avec l’État français à partir du moment où le titulaire du diocèse est de nationalité française.
À partir de 1885, et jusqu'en 1887, il devient évêque auxiliaire du cardinal Caverot à Lyon, de 1885 à 1886, année du décès du cardinal. Puis en 1887, il est nommé évêque coadjuteur de Tunis auprès de l’archevêque de Carthage Lavigerie, primat d'Afrique. Dans son allocution d'installation, il fait l’éloge de l’armée française en Afrique.
Sa santé l'obligeant alors à rentrer en France, il devient, en 1888, auxiliaire du cardinal Thomas à Rouen. Dans une lettre de 1899, il rappelle avoir béni Thérèse de Lisieux pendant son noviciat en 1888. Dans la seconde partie de 1891, il se rend en mission en Galicie. Il se rend à nouveau en Russie en 1894.
En 1895, il est choisi pour seconder le cardinal Richard à Paris, comme évêque auxiliaire. Il est le représentant du Vatican au sacre du tsar Nicolas II en 1896.
En 1894, il accepte en outre la présidence du bureau central de l'Union des œuvres ouvrières catholiques de France créée par Monseigneur de Ségur, un organisme qui marque la volonté des milieux catholiques français d'être davantage présents au sein de la jeunesse ouvrière.
Il prend également en charge la direction de la Société anti-esclavagiste de France, après la mort du cardinal Lavigerie qui l'avait créée et assume cette direction jusqu’en 1901.
Il prend sa retraite à Granville et y meurt en 1913.

### Bulletins et journaux
- « Catholicité », revue diocésaine de Sens et d’Auxerre,‎ 18 octobre 1884, p. 669 (lire en ligne).
- « Tunis », Bulletin du diocèse de Reims,‎ 1887, p. 557 (lire en ligne).
- « Lettre de M. Le Président de la société antiesclavagiste de France », Semaine religieuse du diocèse de Lyon,‎ 27 novembre 1908, p. 212 (lire en ligne).
- M. C., « Notes sur les auxiliaires de Lyon et les Sacres à la primatiale », Semaine religieuse du diocèse de Lyon,‎ 26 novembre 1937, p. 557 (lire en ligne).

### Webographie
- « Jules Jourdan de La Passardière », sur Wikimanche.
- « Rosea », sur Catholic Encyclopedia.
- « La question d’un diocèse sibérien », sur le site de l’Université Lyon 2.
- « Jourdan de la Passardière », sur le site archives-carmel-lisieux.fr.

- Ressource relative à la religion :   - Catholic Hierarchy
- Notices d'autorité :   - VIAF
  - ISNI
  - BnF (données)
  - IdRef
  - LCCN
  - NUKAT
  - WorldCat